# Maserati Medici
Maserati Medici (рус. Мазера́ти Ме́дичи) — концепт-кар, разработанный туринской дизайнерской фирмой Italdesign для Maserati. Две немного отличающиеся модели, Medici I и Medici II, были выпущены в 1974 и 1976 годах. Разработкой руководил Джорджетто Джуджаро. Дизайн Medici оказал влияние на множество других серийных автомобилей 1970-х годов. Название Medici автомобиль получил в честь флорентийской одноимённой семьи, известной своей властью и покровительством искусству в эпоху Возрождения.

## Описание
Maserati Medici был дизайнерским исследованием для спортивного люксового седана. Обе версии Medici разработаны на платформе Maserati Indy в кузове четырёхдверный фастбэк и оснащены 4,9-литровым двигателем V8, который также применялся в Indy.

### Medici I
Medici I был выпущен весной 1974 года, и у него было много общих элементов дизайна с предыдущим концепт-каром Джуджаро — Asso Di Picche. Одна из важных особенностей автомобиля — трапециевидная задняя стойка, которая расширялась по мере спуска по бокам автомобиля.
Передняя часть Medici была очень похожа на Maserati Coupé 2+2 (1974), который также известен как Tipo 124 и является потенциальным преемником Indy. Как и у Medici, передняя часть Coupé 2+2 увенчана точкой и имеет выдвижные фары.
Вместимость автомобиля составляет 6 мест для сидения. Позади двух передних сидений располагались две скамьи, установленные друг напротив друга. Пассажиры в среднем ряду сидели противоположно направлению движения.
Публичная презентация Medici I проходила в апреле 1974 года на Туринском автосалоне.

### Medici II

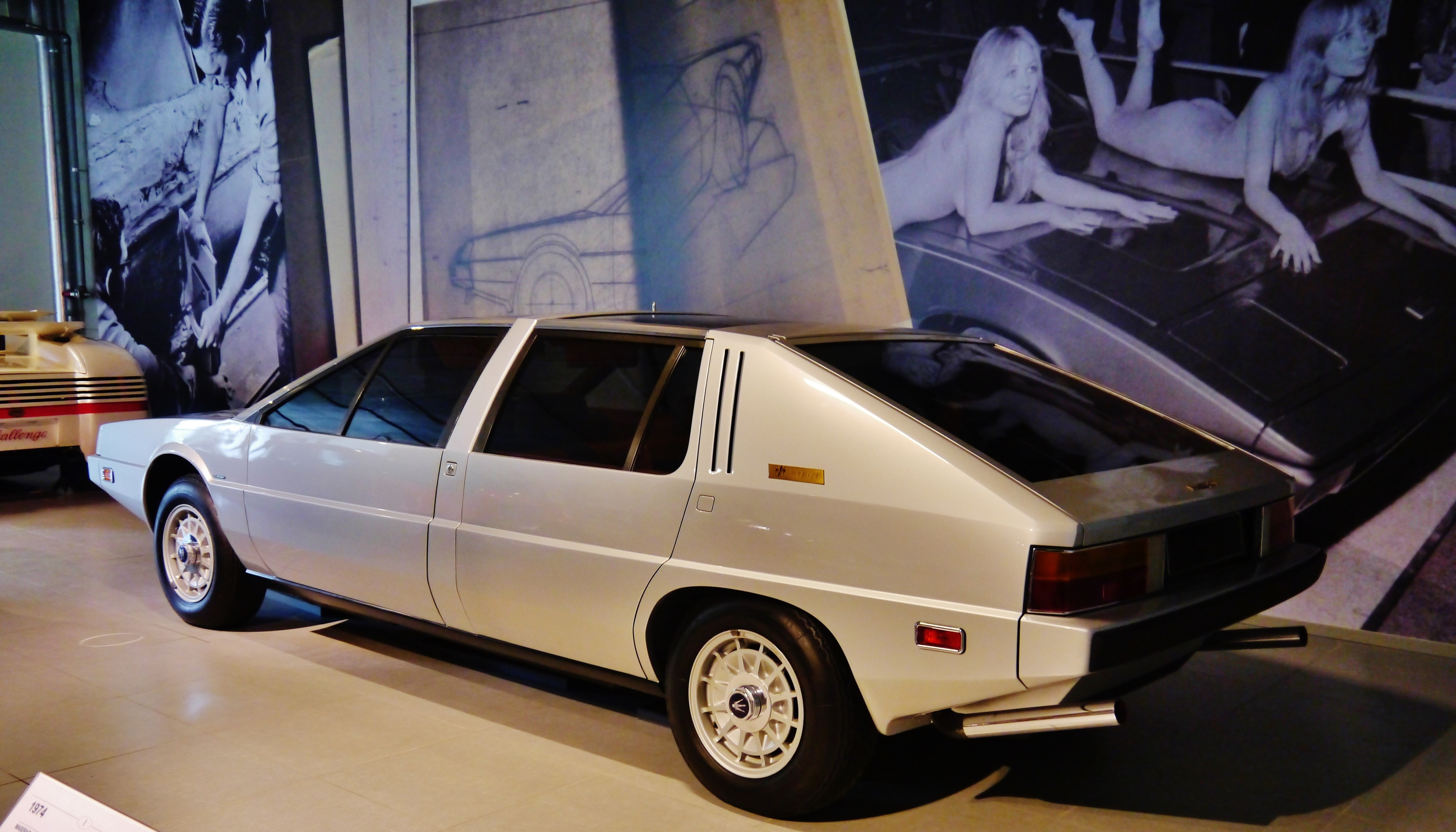
Вид сзади

Medici II был представлен в 1976 году. В отличие от Medici I, Medici II был четырёхместным. Интерьер был полностью переработан, а скамейки уступили место двум креслам. Задняя часть также включала в себя бар, холодильник, письменный стол и держатель для файлов, а также телевизор и радиотелефон, которые были футуристическими для того времени. Основное отличие в стилистике Medici заключалось в передней части. Вместо полузаострённой передней части, которая была у Medici I, Medici II имеет более высокую переднюю часть, что позволяло установить четыре высоко расположенные квадратные фары и квадратную хромированную радиаторную решётку.
Medici II являлся предшественником Maserati Quattroporte III, который выпускался с 1979 года.
Medici II был представлен в 1976 году на Парижском автосалоне. В 1977 году автомобиль был продан Мохаммеду Реза Пехлеви — шаху Персии, который питал любовь к моделям Maserati. В настоящее время автомобиль находится в коллекции Louwman.